# Province ecclésiastique de Montpellier

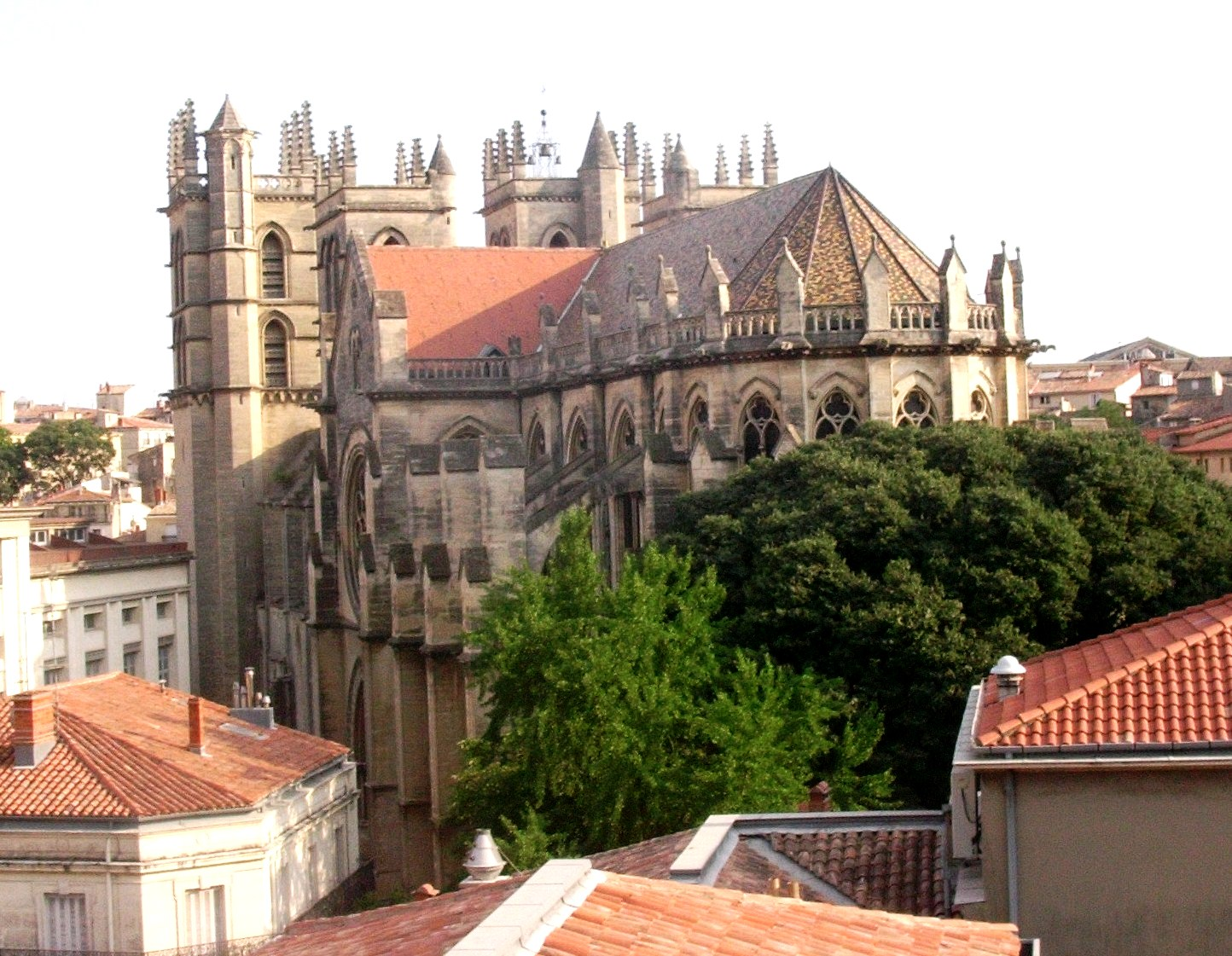
Cathédrale Saint-Pierre de Montpellier, l'une des cathédrales de cette province ecclésiastique.

La province ecclésiastique de Montpellier est une des quinze provinces ecclésiastiques de l'Église catholique en France et fait partie des nouvelles provinces ecclésiastiques françaises érigées par décret du 8 décembre 2002.

## Composition
Elle regroupe les diocèses suivants :
- Archidiocèse de Montpellier, Lodève, Béziers, Agde et Saint-Pons-de-Thomières (archevêché métropolitain) ;
- Diocèse de Mende ;
- Diocèse de Nîmes, Uzès et Alès ;
- Diocèse de Carcassonne et Narbonne ;
- Diocèse de Perpignan-Elne.

## Patrimoine

### Cathédrales
La province est riche de 16 cathédrales (seulement 5 sont effectivement le chef-lieu de l'évêché : Montpellier, Nîmes, Perpignan, Carcassonne et Mende) :
- Cathédrale Saint-Pierre de Montpellier ;
- Cathédrale Notre-Dame-et-Saint-Castor de Nîmes ;
- Cathédrale Saint-Jean-Baptiste de Perpignan ;
- Cathédrale Saint-Nazaire de Béziers ;
- Cathédrale Saint-Just-et-Saint-Pasteur de Narbonne ;
- Cathédrale Saint-Michel de Carcassonne ;
- Cathédrale Saint-Jean-Baptiste d'Alès ;
- Cathédrale Saint-Étienne d'Agde ;
- Cathédrale Notre-Dame-et-Saint-Privat de Mende ;
- Cathédrale Sainte-Eulalie-et-Sainte-Julie d'Elne ;
- Cathédrale Saint-Théodorit d'Uzès ;
- Cathédrale Saint-Fulcran de Lodève ;
- Cathédrale Saint-Pons de Saint-Pons-de-Thomières ;
- Cathédrale Saint-Pierre-et-Saint-Paul de Maguelone ;
- Cathédrale Notre-Dame d'Alet-les-Bains ;
- Cathédrale Saint-Papoul de Saint-Papoul.

### Collégiales
La province compte 15 collégiales :
- Collégiale Notre-Dame-des-Pommiers de Beaucaire ;
- Collégiale Notre-Dame-de-l'Assomption de Bédouès ;
- Collégiale Saint-Martin de La Canourgue ;
- Collégiale Saint-Étienne de Capestang ;
- Collégiale Saint-Paul de Clermont-l'Hérault ;
- Collégiale Saint-Michel de Castelnaudary ;
- Collégiale Notre-Dame-de-la-Carce de Marvejols ;
- Collégiale Saint-Hippolyte du Malzieu ;
- Collégiale Saint-Vincent de Montréal ;
- Collégiale Notre-Dame-la-Réal de Perpignan ;
- Collégiale Saint-Jean de Pézenas ;
- Collégiale Notre-Dame de Quézac ;
- Collégiale Saint-Jean-Baptiste de Roquemaure ;
- Collégiale Notre-Dame de Grâce de Sérignan ;
- Collégiale Notre-Dame de Villeneuve-lès-Avignon.

### Basiliques
La province compte 10 basiliques :
- Basilique Notre-Dame de Marceille à Limoux ;
- Basilique-cathédrale Notre-Dame-et-Saint-Privat, à Mende, érigée en basilique mineure en juin 1874 ;
- Basilique Saint-Nazaire-et-Saint-Celse à Carcassonne ;
- Basilique Saint-Paul à Narbonne ;
- Basilique Notre-Dame des Tables à Montpellier ;
- Basilique-Cathédrale Saint-Pierre de Montpellier, érigée en basilique mineure le 20 juillet 1847 ;
- Basilique Notre-Dame du Spasme à La Livinière, érigée en basilique le 15 juin 1959
- Basilique-cathédrale Notre-Dame-et-Saint-Castor de Nîmes, érigée basilique mineure le 27 octobre 1882 ;
- Basilique du Sanctuaire Notre-Dame du Suc à Brissac, érigée en basilique mineure en 1954
- Basilique Saint-Aphrodise de Béziers.